# Ted Omondi
Pas d'image ? Cliquez ici

a Compétitions nationales et continentales officielles uniquement.

b Matchs officiels uniquement.
Dernière mise à jour le 9 avril 2022.
 Ted Omondi  est né le 5 mars 1984. C'est un joueur de rugby à XV kenyan.

## Carrière de joueur

### En club
- Taffs Well RFC  Pays de Galles
- Racing Métro 92 : 2006-2007
- RCA Cergy-Pontoise : 2007-2009
- Rugby athlétic club angérien :  2009-2011
- Sporting nazairien rugby : 2011-2014
- Rugby Club Vannes : 2014-2015

## Palmarès
- International kényan de rugby à 7 : participation au Paris Sevens 2006.